# Klirrdämpfung
Die Klirrdämpfung oder der Klirrabstand wird quantitativ angegeben durch die logarithmische, in Dezibel oder Neper definierte Größe Klirrdämpfungsmaß (DIN 40148-3 „Übertragungssysteme und Vierpole“) als Maß für Verzerrungen von Tönen oder Signalen durch nichtlineare Bauelemente.
Das Klirrdämpfungsmaß {\displaystyle L_{k}} ist eine vom Klirrfaktor {\displaystyle k} abgeleitete Größe der Dimension Zahl:
{\displaystyle {\begin{alignedat}{2}L_{k}&=-20\cdot \,&&\lg k\ \mathrm {dB} \\&=\quad 20\cdot \,&&\log _{10}{\frac {1}{k}}\ \mathrm {dB} \\&=&&\ln {\frac {1}{k}}\ \mathrm {Np} \end{alignedat}}}
Beispiele
{\displaystyle {\begin{alignedat}{2}k=5\,\%=0{,}05\quad &\Leftrightarrow \quad {\frac {1}{k}}=20&&\Rightarrow L_{k}=26\ \mathrm {dB} \approx 3{,}00\ \mathrm {Np} \\k=1\,\%=0{,}01\quad &\Leftrightarrow \quad {\frac {1}{k}}=100\quad &&\Rightarrow L_{k}=40\ \mathrm {dB} \approx 4{,}61\ \mathrm {Np} \end{alignedat}}}
Da immer {\displaystyle k<1} ist, wird durch die angegebene Definition das Klirrdämpfungsmaß {\displaystyle L_{k}>0}. Diese Festlegung erfolgt in Analogie zur Festlegung in DIN 40148-1 „Übertragungssysteme und Zweitore“:
- Wenn {\displaystyle {\tfrac {\text{Ausgangssignal}}{\text{Eingangssignal}}}={\frac {1}{D}}<1}: Man verwendet den Dämpfungsfaktor {\displaystyle D}. Damit ist das Dämpfungsmaß {\displaystyle \ln D>0}.
- Wenn {\displaystyle {\tfrac {\text{Ausgangssignal}}{\text{Eingangssignal}}}=T>1}: Man verwendet den Übertragungs- oder Verstärkungsfaktor {\displaystyle T}. Damit ist das Übertragungsmaß {\displaystyle \ln T>0}.